# BAFTA de melhor ator ou atriz em ascensão
O EE Rising Star Award, anteriormente conhecido como Orange Rising Star Award, é uma das categorias de prêmios concedida pela British Academy of Film and Television Arts (BAFTA), que reconhece novos talentos na área da atuação. O prêmio foi criado após a morte de Mary Selway em 2004. Cinco indicados são escolhidos, independentemente do gênero ou nacionalidade, por terem feito um grande avanço na indústria de cinematográfica, televisiva ou em ambas. Apesar de os candidatos serem escolhidos pelos júris do BAFTA, o vencedor é elegido inteiramente pelos votos do público via texto, internet ou telefone.

## Vencedores e indicados

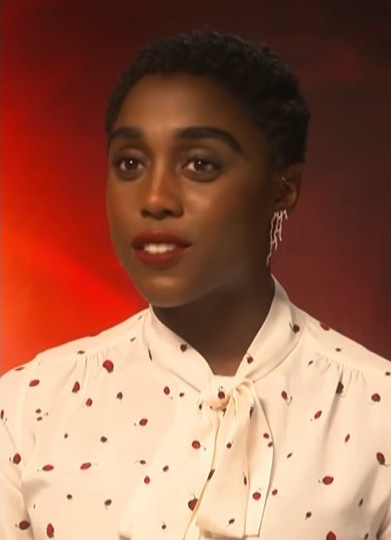
Lashana Lynch em entrevista de 2019

| Ano  | Vencedor          | Nomeados                                                             |
| ---- | ----------------- | -------------------------------------------------------------------- |
| 2006 | James McAvoy      | Chiwetel Ejiofor Gael García Bernal Michelle Williams Rachel McAdams |
| 2007 | Eva Green         | Ben Whishaw Cillian Murphy Emily Blunt Naomie Harris                 |
| 2008 | Shia LaBeouf      | Elliot Page Sam Riley Sienna Miller Tang Wei                         |
| 2009 | Noel Clarke       | Michael Cera Michael Fassbender Rebecca Hall Toby Kebbell            |
| 2010 | Kristen Stewart   | Carey Mulligan Jesse Eisenberg Nicholas Hoult Tahar Rahim            |
| 2011 | Tom Hardy         | Aaron Taylor-Johnson Andrew Garfield Emma Stone Gemma Arterton       |
| 2012 | Adam Deacon       | Chris Hemsworth Chris O'Dowd Eddie Redmayne Tom Hiddleston           |
| 2013 | Juno Temple       | Alicia Vikander Andrea Riseborough Elizabeth Olsen Suraj Sharma      |
| 2014 | Will Poulter      | Dane DeHaan George MacKay Léa Seydoux Lupita Nyong'o                 |
| 2015 | Jack O'Connell    | Gugu Mbatha-Raw Margot Robbie Miles Teller Shailene Woodley          |
| 2016 | John Boyega       | Bel Powley Brie Larson Dakota Johnson Taron Egerton                  |
| 2017 | Tom Holland       | Anya Taylor-Joy Laia Costa Lucas Hedges Ruth Negga                   |
| 2018 | Daniel Kaluuya    | Florence Pugh Josh O'Connor Tessa Thompson Timothée Chalamet         |
| 2019 | Letitia Wright    | Jessie Buckley Cynthia Erivo Barry Keoghan Lakeith Stanfield         |
| 2020 | Micheal Ward      | Awkwafina Jack Lowden Kaitlyn Dever Kevin Harrison Jr.               |
| 2021 | Bukky Bakray      | Kingsley Ben-Adir Morfydd Clark Ṣọpẹ́ Dìrísù Conrad Khan              |
| 2022 | Lashana Lynch     | Ariana DeBose Harris Dickinson Millicent Simmonds Kodi Smit-McPhee   |
| 2023 | Emma Mackey       | Naomi Ackie Sheila Atim Daryl McCormack Aimee Lou Wood               |
| 2024 | Mia McKenna-Bruce | Ayo Edebiri Jacob Elordi Sophie Wilde Phoebe Dynevor                 |
| 2025 | David Jonsson     | Marisa Abela Jharrel Jerome Mikey Madison Nabhaan Rizwan             |